# المرأة العربية قبل الإسلام

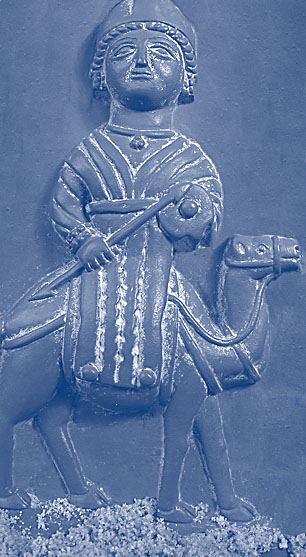
منحوتة حجرية لـ اللات وجدت في الطائف

اختلفت مكانة المرأة حسب المستوى الاجتماعى الذي تنتمي إليه. وناقش بعض الكُتاب وضع المرأة في الجزيرة العربية قبل الإسلام، ووجدوا أنهم أمام وضع مختلط. فوفقًا للعرف القبلي الذي كان بمثابة القانون القائم آنذاك، لم يكن للمرأة كقاعدة عامة أي وضع قانوني يُذكر، لقد بيع النساء عن طريق أولي أمورهن والذين كانوا بدورهم «كتجار إناث» يقبضون الثمن في المقابل، وكان هذا الزواج قائم على الإرادة المنفردة للزوج، ولم يكن للنساء الحق في الملكية أو الإرث.
ويذهب بعض الكُتاب، بأن المرأة كانت أكثر تحررًا قبل الإسلام عن ماكان عليه وضعها بعده، ويستشهدون على ذلك بالزواج الأول للنبي محمد؛ والذي كان زواجًا عن طريق طلب خديجة بنت خويلدحيث أرسلت إحدى صديقاتها؛ وهي نفيسة أخت يعلى بن أمية إلى النبي محمد تعرض عليه الزواج من خديجة، وكانت خديجة سيدة في قومها وتاجرة ذات مال. وكذا يُعول هؤلاء الكُتاب على نقاط أخرى منها عبادة العرب للات وهي إحدى الأصنام التي عبدها العرب قبل الإسلام وكانت هي والصنمين مناة والعزى يُشكلن ثالوثًا أنثويًا عبده العرب وبالخصوص ممن سكن مكة.
وتعتبر المؤرخة السعودية هاتون الفاسي أن حقوق المرأة العربية تضرب بجذورها في عمق التاريخ، وتستعين بذلك بأدلة من الحضارة النبطية القديمة الموجودة في الجزيرة العربية، فقد وجدت أن المرأة العربية في ظل هذه الحضارة كانت تتمتع بالشخصية القانونية المستقلة، وأشارت الفاسي إلى أن المرأة فقدت الكثير من حقوقها في ظل القانون اليوناني والروماني قبل دخول الإسلام، وقد تم الإبقاء على هذه المعوقات اليونانية الرومانية في ظل الإسلام.
ويختلف وضع المرأة على نطاق واسع في جزيرة العرب قبل الإسلام من مكان لآخر نظرًا لاختلاف الأعراف والعادات الثقافية للقبائل التي كانت متواجدة آنذاك؛ حيث كانت قوانين المسيحية واليهودية مهيمنة للغاية بين الصابئة والحميريون في الجنوب المزدهر من المنطقة العربية. في أماكن أخرى مثل مكة المكرمة حيث مولد النبي محمد كان لمجموعة من القبائل الحق في المكان؛ وكان ذلك أيضًا ينطبق مابين ساكني الصحراء من البدو، ويختلف الوضع باختلاف العرف من قبيلة لأخرى، وبالتالي لم يكن هناك تعريف واحد لا للدور الذي اضطلعت به المرأة ولا للحقوق التي حصلت عليها قبل مجيئ الإسلام.

## مكانة المرأة في طبقة الأشراف والأغنياء

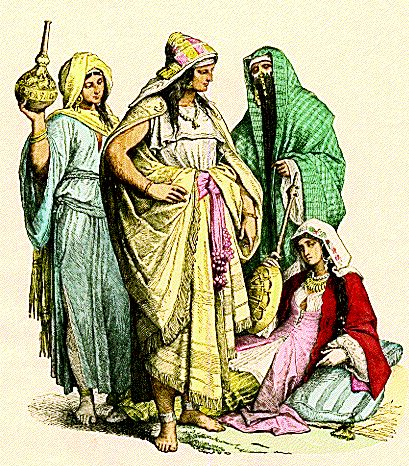
زي المرأة العربية مابين القرنين الرابع والسادس

في طبقة الأشراف والسادة والأغنياء، كانت المرأة محترمة، مصونة تتمتع بكل الحقوق، تُسل دونها السيوف، وتراق فداء لكرامتها الدماء وكانت لها ذمتها المالية المستقلة فأمتلكت الأموال، وشاركت في التجارات ولعل السيدة خديجة بنت خويلد كانت أعظم نموذج
لذلك إذ كانت من ذوات المال، وكانت تشتغل بالتجارة، ولها قوافل تجارية تخرج سنويا إلى بلاد الشام، وكانت تشرف بنفسها علي تجارتها تجارتها، وتعهد بها لأهل الثقة والكفاءة والأمانة.

### المرأة في الحروب
أما في الحروب فقد لعبت المرأة دورا كبيرا فيها وذلك بإثارة روح الحماسة في صفوف الرجال، وتشجيعهم علي بذل النفس والنفيس ولتحقيق النصر لقبائلهم، فعندما استحكم الصراع بين الغساسنة والمناذرة قامت حليمة بنت الحارث الغسانى تتفقد جنود أبيها بنفسها، وتدهن أيديهم بالطيب والعطر، وهي تبث فيهم روح الحماسة والإصرار.

ويتكرر هذا الدور في مشهد أخر عند محاربة قريش للمسلمين في يوم أُحد حيث خرجت نسوة قريش تقودهن هند بنت عتبة زوجة أبى سفيان يتجولن في الصفوف، ويضربن بالدفوف، يستنهضن الرجال، ويحرضوهم علي القتال ويثرن حفائظ أهل الضرب والطعان وينشدن قائلات: 
| المرأة العربية قبل الإسلام | ويها بنى عبد الدار ويها حُماه الأدبار ضربا بكل بتار | المرأة العربية قبل الإسلام |

وكانت النساء تصاحب الرجال إلى ساحة القتال لمداوة الجرحى، وحمل الماء إلى العطشى، ولم يقتصر دورهن عند هذا الحد فحسب، بل بارزن بالسيف، وامتطين صهوة الجياد، ورفعن لواء الحرب، وكانت لبعضهن صولات وجولات لا تقل عن فرسان قبائلهن.
كما كانت المرأة قادرة على أن تشعل نار الحرب والقتال بين القبائل، فإنها كانت قادرة أيضا على وقف القتال والدعوة للسلام، وحقن الدماء، وإنها الخلاف، وقد رأينا سبيعة بنت عبد شمس في يوم عكاظ بين كنانة وقيس وكانت الدائرة فيه علي قيس، فلما رأت قومها قد اسرف في القتل، جعلت من خبائها حرما آمنا لكل من استجار به من قيس، وأمضي ذلك حرب بن أمية فأجار من استجار بها، وقال لها "ياعمة من تمسك يا طناب خبائك أو دار حوله فهو آمن فنادت بذلك، فأستدارت قيس بخبائها حتى كثروا، فلم يبقي أحدا لا نجاة له إلا دار بخبائها فسمى هذا الموضع مدار قيس.
كما كان أي اعتداء على المرأة سبباً في اندلاع الحرب بين القبائل، وإراقة الدماء، فعندما نادت ليلى ام الشاعر عمرو بن كلثوم «واقوماه» لم يملك ابنها إلا أن استل سيفه وذبح عمرو بن هند ملك الحيرة، وسبى خيله ونسائه عقابا له لتعمد امه إهانة ضيفتها ام الشاعر.
وتمادى العرب في ذلك فكان اعتداء كليب وائل زعيم ربيعة على ناقة البسوس سببا في حروب ومعارك دامية استمرت أربعين عاماً، وكان تناول رجل رغيفاً من على رأس الخولاء، خبازه بنى سعد بن زيد مناة سببا في أن تشكوه إلى قومها فثأروا عليه، وقامت حروب ومعارك بينهما قتل فيها ما لا يقل عن ألف رجل.
اشتهرت بعض نساء العرب بالحكمة والعقل، فكن مرجعا للرجال يأخذوا بمشورتهن، ويسمعوا لأرائهن، وقد رأينا كيف تمكنت سعدى أم أوس بن حارثة بين لأم طائى من اقناع إبنها بالعدول عن قتل الشاعر الذي هجاها وهجاه، والعفو عنه والإحسان إليه وإكرامه، حتى أقسم ألا يقول شعرا إلا مدحا فيهما، فأنهت بحكمتها صراعا كاد أن ينشب، وحقنت دماء كادت أن تراق.

### المرأة والأدب
أما في الحياة الأدبية فقد برزت نساء شاعرات، أجدن في نظم الشعر، وقد امتلكن من فصاحة اللفظ، وجزالة المعنى ما جعلهن على قدم المساواة مع فحول الشعراء  ، وكان من أشهرهن جليلة بنت مرة، والخنساء التي بلغت من الفصاحة والبيان والشهرة ما أهلها لأن تقوم بالتحكيم بين كبار الشعراء المتنافسين، كما برزت منهن طبيبات ومعالجات.
وإذا كانت المرأة تمتعت بكل هذا الاحترام، فإن الأم بصفة خاصة حظت بمكانة مرموقة حيث حرص ابناؤها على برها وكسب ودها، وجاء الإسلام ليؤكد هذه النزعة عندهم فقال عز وجل «ووصينا الإنسان بوالديه إحسانا».

### المرأة في المنزل
أما المرأة في الحياة المنزلية فقد حظت نساء الأشراف، والاغنياء في بيوتهن بالراحة والدعة، تخدمهن جوارى وإماء، يقضين أوقات فراغهن في التزين، وعقد المجالس مع نساء طبقتهن للحديث والمسامرة.

### المرأة العامية أو البدوية
أما المرأة في الأوساط العامية أو البدوية، فكانت أقل حظا من مثيلاتها من أبناء الطبقة الراقية، إذ وقع على عاتقهن مسؤولية البيت، ورعاية الأولاد، وإعداد الطعام، وسقى الماء، وجلبه من الأبار والعيون، وحلب الحيوانات، وغزل الصوف، وصناعة الملابس لها ولأولادها، وصناعه الخيام والبسط، وجمع الحطب للوقود، وفضلا ذلك كانت بعض النساء تشارك زوجها في كسب العيش والسعي للرزق ، فمنهن من ا حترفت حرفه الرضاعة، خاصه ارضاع أبناء الأغنياء في الحضر مقابل جعل يأخذونه من والد الصبي. ومنهن من عمل بالكهانة والعرافة والتنجيم، وقد أوردت المصادر التاريخية جانبا من أخبارهن، خاصة وأن معظم العرب كانوا يلجأون إليهم لمعرفة المجهول، أو قراءة الطالع أو للتعرف على إرادة ومشيئة الألهة بزعمهم، لاسيما من أضافت إلى عملها السابق سدانة معبد أو خدمة صنم. ،